# 7921 Huebner
7921 Huebner eller 1982 RF är en asteroid i huvudbältet som upptäcktes den 15 september 1982 av den amerikanske astronomen Edward L.G. Bowell vid Anderson Mesa Station. Den är uppkallad efter Walter F. Huebner.
Asteroiden har en diameter på ungefär 6 kilometer och den tillhör asteroidgruppen Nysa.